# Vaziristão

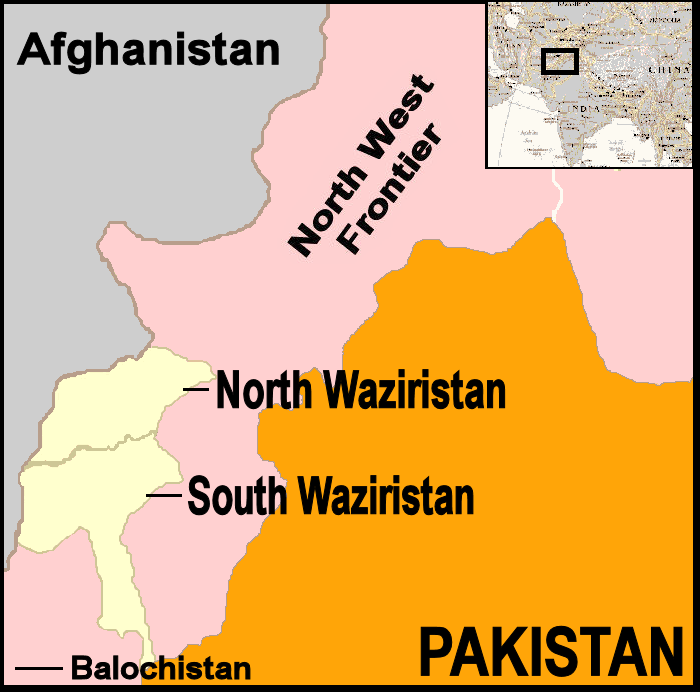
Localização do Vaziristão

Bandeira do Vaziristão

Vaziristão ou Uaziristão (em pastó e urdu: وزیرستان, em inglês Waziristan) é uma região montanhosa do noroeste do Paquistão, na fronteira com o Afeganistão; e que cobre cerca de 11.585 km² (4.473 sq mi). Faz parte do Território Federal das Áreas Tribais e considerado como fora das quatro províncias do país.[carece de fontes?]
O Vaziristão compreende a área oeste e sudoeste de Pexauar, entre o Rio Tochi ao norte e o Rio Gomal ao sul. A Khyber Pakhtunkhwa encontra-se imediatamente ao leste. A região foi um território independente tribal até 1893, permanecendo fora do Império Britânico. Incursões tribais em territórios do império foram um problema constante para os britânicos,  provocando frequentes expedições punitivas entre 1860 e 1945. A região tornou-se parte do Paquistão em 1947.[carece de fontes?]
Para fins administrativos, o Vaziristão é dividido em duas "agências", o Vaziristão do Norte e o Vaziristão do Sul. As duas partes têm características bastante distintas, embora ambas derivem da tribo dos vazires e falem uma língua comum. Têm uma reputação formidável como guerreiros.